# Selección de fútbol sub-23 de España
La selección de fútbol sub-23 de España, más conocida como Selección Olímpica de España, es el equipo formado por jugadores de nacionalidad española menores de 23 años de edad, que representa a España a través de la Real Federación Española de Fútbol. Desde 1992, es la categoría encargada de defender a España en los Juegos Olímpicos, competición organizada por el Comité Olímpico Internacional (COI).
Junto a la selección sub-21, con la que comparte cuerpo técnico, conforma el mayor escalafón de las categorías juveniles de la selección nacional. En año preolímpico, su selección predecesora disputa el Europeo sub-21, torneo clasificatorio para los Juegos, que otorga cuatro plazas olímpicas a selecciones europeas. Desde el debut de esta categoría olímpica en 1992, España ha participado en seis de las nueve ediciones, logrando cuatro medallas, dos oros en Barcelona 1992 (como anfitriona) y París 2024 (derrotando a los anfitriones), y otras dos platas en Sídney 2000 y Tokio 2020.

## Historia
La selección sub-23 nace en 1969, como selección filial de la selección absoluta. Disputa su primer partido frente a Yugoslavia en el Challenge Cup de selecciones sub-23, competición precursora del Europeo sub-21.
Siete años después, en 1976, se produjo un cambio en la denominación para competiciones UEFA, pasando a ser la selección sub-21 la encargada de participar en el Europeo de la categoría y pasando a ser la selección filial de la selección absoluta. Sin embargo desde 1992, la categoría sub-23 pasó a ser la categoría olímpica para el fútbol, siendo la selección sub-23 la encargada de representar a España cada cuatro años en los Juegos Olímpicos.

### Juegos Olímpicos de Barcelona 1992
El entrenador Ladislao Kubala hizo las funciones de seleccionador durante los partidos amistosos de preparación. Una vez se llegó a la concentración en Cervera de Pisuerga y a la competición propiamente dicha, el seleccionador nacional Vicente Miera tomó las riendas y condujo a España al oro en los Juegos Olímpicos de Barcelona 1992, los primeros disputados por selecciones de categoría sub-23, tras la nueva normativa del COI.
La final se disputó el 8 de agosto de 1992, en el Camp Nou ante 95.000 espectadores, lo que supuso un nuevo récord de asistencia para una final de fútbol olímpica. Su rival fue Polonia, a la que venció por 3-2, lo que le daba a España su primera medalla olímpica de fútbol, tras la conquistada en los Juegos Olímpicos de Amberes 1920 por la selección absoluta.
En el último minuto de la primera parte, Kowalczyk conseguía adelantar a los polacos. Al principio de la segunda mitad, Polonia tuvo dos claras ocasiones de gol en dos contraataques para haber decantado el partido, sin embargo, en el minuto 65, Abelardo marcaba el gol del empate, y doce minutos después, Kiko ponía por delante a «La Rojita» en el marcador. Tras el saque de centro después del tanto del gaditano, en la primera oportunidad de la que dispuso Polonia, estos por mediación de Ryszard Staniek lograron el empate a 2. Se llegaba a los minutos finales, y en el último minuto del partido, se lanzó un córner que le cayó a Luis Enrique, este disparó y golpeó a un defensa rival; tras ese rebote, el balón fue a parar a los pies de Kiko, quien tras un disparo por el centro de la portería, nuevamente marcó el que finalmente sería el gol de la victoria española.
El combinado español asentó los pilares del título conquistado en su seguridad defensiva, al conseguir no recibir ningún gol hasta la final del torneo. Para llegar a ésta, España no solo no recibió goles, sino que ganó todos sus partidos. En la primera fase venció a la selección colombiana por 4-0, y a la selección catarí y la selección egipcia con el mismo marcador de 2-0. En cuartos de final venció a la selección italiana por 1-0, y en las semifinales a la revelación del torneo, la selección ghanesa por 2-0.
Los campeones olímpicos fueron: Toni Jiménez, Cañizares, Albert Ferrer, David Billabona, Mikel Lasa, Rafael Berges, Paqui, López, Roberto Solozábal (Capitán), Luis Enrique, Pep Guardiola, Gabriel Vidal, Amavisca, Alfonso, Javier Manjarín, Kiko Narváez, Abelardo, Miguel Hernández, Antonio Pinilla y Paco Soler. Como seleccionador nacional, Vicente Miera.
Esta generación de futbolistas fue apodada como «la Quinta del Cobi», en honor a la mascota «Cobi» de Barcelona'92.

### Juegos Olímpicos de Atlanta 1996
La selección nacional acudió a los Juegos Olímpicos de Atlanta 1996 para defender su medalla de oro conquistada cuatro años antes, al frente del conjunto español estuvo el entonces seleccionador de la absoluta: Javier Clemente. Se permitió por primera vez la convocatoria de un máximo de tres jugadores que podían superar los 23 años.
España estuvo en el grupo B, y tuvo como rivales a Francia, Arabia Saudí y Australia. En su primer choque ante Arabia Saudí, se venció por 1-0, el gol de la victoria fue de Óscar a diez minutos de final. En su segundo partido, ante los galos se empató a uno. Óscar marcó el gol del empate español, antes había fallado un penalti. En el decisivo tercer encuentro, España debía empatar o ganar a Australia para poder estar en cuartos de final. Pero el partido se puso cuesta arriba para la «La Rojita» ya que desde el minuto 11, lo perdía por 0-2. En el minuto 40, Raúl marcó y ya en minuto 86 Santi empataba el encuentro a dos, ese resultado clasificaba a los españoles, pero un tanto de Raúl en el minuto 93, le dio la victoria al conjunto español.
El 27 de julio, se disputó en el estadio Legion Field de la ciudad de Birmingham (Estado de Alabama), el partido correspondiente a los cuartos de final, que tuvo como rival a la selección de Argentina, la cual contaba entre sus filas con Diego Simeone, Ariel Ortega o Javier Zanetti y con futuras estrellas como Hernán Crespo, Claudio López o Roberto Ayala. La primera parte acabó con empate a cero, y con una buena ocasión desperdiciada para inaugurar el marcador por parte de «La Rojita». En el segundo tiempo, llegaron los cuatro goles de la albiceleste. En el primer minuto de la segunda parte, marcó Crespo.

### Juegos Olímpicos de Sídney 2000
En los Juegos Olímpicos de Sídney 2000, España logró la segunda medalla de plata, tras la conquistada por la selección absoluta en los Juegos Olímpicos de Amberes 1920, en lo que fue su debut como selección en un campeonato internacional.
La final se disputó el 29 de septiembre de 2000 ante Camerún en el Estadio Olímpico de Sídney. En el minuto 2 del primer tiempo, España se puso por delante del marcador gracias a un gol de falta que marcó Xavi Hernández. Tres minutos después, se pitó un penalti a favor de «La Rojita», que falló Miguel Ángel Angulo. Durante el transcurso del partido, Camerún realizó un juego muy duro, lo que provocó las lesiones de Toni Velamazán y Raúl Tamudo. En el minuto 47, Gabri marcó el segundo gol español. Pero entre los minutos 53 y 58, Camerún empató el choque. Al finalizar el tiempo reglamentario, el árbitro mexicano Felipe Ramos Rizo había expulsado a Gabri y José Mari. Con lo que España disputó los 30 minutos de la prórroga con 9 hombres en el campo. Finalmente, la tanda de penaltis concluyó con un 5-3 favorable a los cameruneses.
Los medallistas fueron: Daniel Aranzubía, Lacruz, Iván Amaya, Carlos Marchena, Albelda, Miguel Ángel Angulo, Xavi, José Mari, Carles Puyol, Toni Velamazán (capitán), Tamudo, Capdevilla, Unai, Gabri, Ferrón, Albert Luque, Ismael y Felip, que fueron dirigidos por el seleccionador sub-21 Iñaki Sáez.

### Juegos Olímpicos de Atenas 2004
España no pudo defender en los Juegos Olímpicos de Atenas 2004 la plata olímpica cosechada en Sídney 2000, al no clasificar para el Europeo sub-21 de 2004, donde se disputaron los puestos de acceso a los Juegos Olímpicos.

### Juegos Olímpicos de Pekín 2008
España tampoco se clasificó para disputar los Juegos Olímpicos de Pekín 2008 tras no clasificar para el Europeo sub-21 de 2007, donde se disputaron los puestos de acceso a los Juegos Olímpicos.

### Juegos Olímpicos de Londres 2012
Tras dos ausencias olímpicas y 12 años después, la selección nacional volvía a disputar la competición en los Juegos Olímpicos de Londres 2012. El combinado español, que contaba entre sus filas con tres jugadores que llegaban de proclamarse campeones de Europa absolutos ese mismo verano, Jordi Alba, Javi Martínez y Juan Mata; estuvo encuadrada en el grupo D junto con las selecciones de Japón, Honduras y Marruecos.
En su primer encuentro, disputado en el estadio Hampden Park de Glasgow, cayó derrotada ante la selección japonesa por 0-1. Los nipones marcaron el tanto de la victoria en el minuto 34, por mediación de Otsu tras un saque de esquina. Antes de acabar el primer tiempo, Iñigo Martínez fue expulsado por tarjeta roja, por hacer falta en la frontal del área a Nagai y ser el último defensa.
En el segundo partido de grupo, que tuvo como escenario el estadio St James' Park de Newcastle, España se encontraba obligada a ganar para seguir dependiendo de sí misma para la clasificación. En la disputa del mismo frente a la selección hondureña, el combinado español se vio sorprendido por un tempranero gol que no sería capaz de remontar. Pese a varias oportunidades para empatar, con 3 disparos a la madera y dos penaltis que reclamaron los españoles, y que no fueron pitados, finalmente España perdía por 1-0, con lo que sumado al otro resultado del grupo, donde la selección japonesa ganaba por la mínima a la selección marroquí, quedaba eliminada de la cita olímpica.
En el intrascendente tercer partido disputado en el estadio Old Trafford de Mánchester, España fue incapaz de ganar a Marruecos, tras empatar contra ellos a cero. «La Rojita» se despedía firmando su peor actuación en las 4 veces en las que ha acudido a los Juegos Olímpicos, ya que no marcó ningún gol y fue incapaz de ganar ninguno de sus tres choques.
El 7 de agosto, y debido a la actuación en los Juegos Olímpicos, Luis Milla fue destituido como seleccionador sub-21, siendo reemplazado por Julen Lopetegui.

### Juegos Olímpicos de Río 2016
Para los Juegos Olímpicos de Río 2016, España concluyó primera de su grupo la fase de clasificación para el Europeo sub-21 de 2015, pero cayó contra pronóstico ante Serbia, en la eliminatoria de ida y vuelta de la eliminatoria que daba acceso a la fase final del Europeo, por un global de 1-2.

### Juegos Olímpicos de Tokio 2020
En los Juegos Olímpicos de Tokio 2020, marcados por disputarse en post-pandemia, España logró su tercera medalla de plata olímpica, tras la conquistada por la selección absoluta en los Juegos Olímpicos de Amberes 1920, en lo que fue su debut como selección en un campeonato internacional, y la lograda 20 años antes en Sídney 2000.

### Juegos Olímpicos de París 2024
En los Juegos Olímpicos de París 2024, España logró el segundo oro olímpico de su historia, imponiéndose a la anfitriona Francia por 5-3 tras prórroga, en la final disputada en el Parque de los Príncipes de París.
España, que obtuvo su clasificación para el torneo olímpico, tras salir subcampeona del Europeo sub-21 de 2023, protagonizó en su debut en el Parque de los Príncipes de París, el primer encuentro del torneo olímpico de fútbol, que fue a su vez el primer evento disputado en estos Juegos. España superó la fase de grupos, clasificando junto a Egipto para los cruces eliminatorios. En el cruce de cuartos de final se enfrentó a Japón, a la que se impuso por un contundente 0-3 en el Parc OL de Lyon.
En semifinales, España se enfrentó a Marruecos, en un Stade Vélodrome de Marsella que rozó el lleno con cerca de sesenta mil espectadores, y que contó con una nutrida presencia de la numerosa comunidad magrebí residente en la Provenza. Marruecos se adelantó de penalti en el marcador, mediada una primera parte marcada por continuas interrupciones, y que acabó con una clara ocasión de Álex Baena al poste. Tras el intermedio y precedido de un triple cambio español a la hora de partido, Fermín anotó el empate con un disparo raso cercano al palo. A cinco minutos del noventa, España marcó el tanto del pase a la final, en una incursión lateral en el área de Juanlu, que definió con disparo cruzado tras asistencia de Fermín.
En la final olímpica, que España disputaba por segunda vez consecutiva, se enfrentaron a Francia, la anfitriona de los Juegos, en el Parque de los Príncipes de París. En un partido épico, los franceses se adelantaron pronto en el marcador, pero una fulgurante reacción española puso el resultado de 3-1 al descanso, con dos goles de Fermín y otro de Baena en el transcurso de diez minutos. En la segunda mitad, Francia logró acortar distancias a diez minutos del noventa y empatar el partido de penalti en el tiempo añadido, a lo que España aún respondió con un disparo al larguero poco antes del pitido final. El 3-3 condujo la final a una prórroga en la que España lejos de acusar la secuencia de los acontecimientos e intimidarse ante el empuje de la afición francesa, tuvo mayor lucidez, generando combinaciones como la que volvió a adelantar a los españoles en el 100', con genial asistencia de Adrián Bernabé y sutil definición de Sergio Camello, quien volvería a marcar de vaselina en el 120', en una contra lanzada por el portero Tenas, para poner el definitivo 5-3, en la final con más goles en la historia de unos Juegos Olímpicos. España lograba así, 32 años después de Barcelona 1992, su segundo oro olímpico.
Los campeones olímpicos fueron: Arnau Tenas, Marc Pubill, Juan Miranda, Eric García, Pau Cubarsí, Pablo Barrios, Diego López, Beñat Turrientes, Abel Ruiz, Álex Baena, Fermín López, Jon Pacheco, Joan García, Aimar Oroz, Miguel Gutiérrez, Adrián Bernabé, Sergio Gómez, Samu Omorodion, Cristhian Mosquera, Juanlu Sánchez, Sergio Camello y Alejandro Iturbe. Como seleccionador nacional, Santi Denia.

## Palmarés
- Juegos Olímpicos:[n 1]
  -  Campeón (2): 1992, 2024.
  -  Subcampeón (2): 2000, 2020.
- Eurocopa Sub-23:
  -  Subcampeón (1): 1969

## Resultados

### Juegos Olímpicos

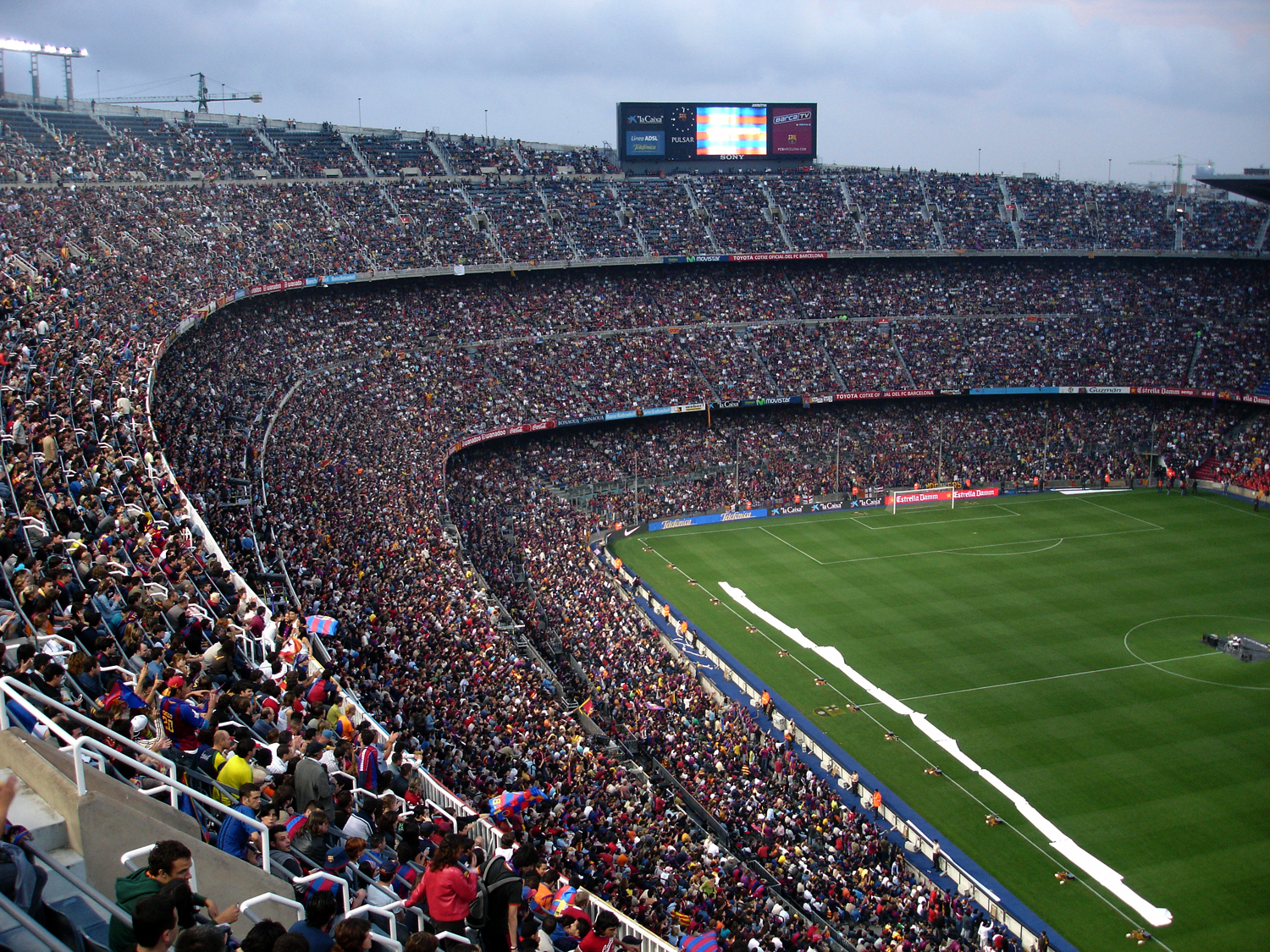
La selección olímpica española ganó como anfitriona en el Camp Nou de Barcelona, su primer oro olímpico en 1992.

| Año                 | Fase                                                                     | Posición                                                                 | PJ                                                                       | PG                                                                       | PE                                                                       | PP                                                                       | GF                                                                       | GC                                                                       |                                                                          |
| ------------------- | ------------------------------------------------------------------------ | ------------------------------------------------------------------------ | ------------------------------------------------------------------------ | ------------------------------------------------------------------------ | ------------------------------------------------------------------------ | ------------------------------------------------------------------------ | ------------------------------------------------------------------------ | ------------------------------------------------------------------------ | ------------------------------------------------------------------------ |
| Atenas 1896         | No hubo competición de fútbol                                            | No hubo competición de fútbol                                            | No hubo competición de fútbol                                            | No hubo competición de fútbol                                            | No hubo competición de fútbol                                            | No hubo competición de fútbol                                            | No hubo competición de fútbol                                            | No hubo competición de fútbol                                            | No hubo competición de fútbol                                            |
| París 1900          | En 1900 y 1904 los Juegos Olímpicos los disputaron clubes                | En 1900 y 1904 los Juegos Olímpicos los disputaron clubes                | En 1900 y 1904 los Juegos Olímpicos los disputaron clubes                | En 1900 y 1904 los Juegos Olímpicos los disputaron clubes                | En 1900 y 1904 los Juegos Olímpicos los disputaron clubes                | En 1900 y 1904 los Juegos Olímpicos los disputaron clubes                | En 1900 y 1904 los Juegos Olímpicos los disputaron clubes                | En 1900 y 1904 los Juegos Olímpicos los disputaron clubes                | En 1900 y 1904 los Juegos Olímpicos los disputaron clubes                |
| St. Louis 1904      | En 1900 y 1904 los Juegos Olímpicos los disputaron clubes                | En 1900 y 1904 los Juegos Olímpicos los disputaron clubes                | En 1900 y 1904 los Juegos Olímpicos los disputaron clubes                | En 1900 y 1904 los Juegos Olímpicos los disputaron clubes                | En 1900 y 1904 los Juegos Olímpicos los disputaron clubes                | En 1900 y 1904 los Juegos Olímpicos los disputaron clubes                | En 1900 y 1904 los Juegos Olímpicos los disputaron clubes                | En 1900 y 1904 los Juegos Olímpicos los disputaron clubes                | En 1900 y 1904 los Juegos Olímpicos los disputaron clubes                |
| Londres 1908        | De 1908 a 1928 los Juegos Olímpicos los disputaron selecciones absolutas | De 1908 a 1928 los Juegos Olímpicos los disputaron selecciones absolutas | De 1908 a 1928 los Juegos Olímpicos los disputaron selecciones absolutas | De 1908 a 1928 los Juegos Olímpicos los disputaron selecciones absolutas | De 1908 a 1928 los Juegos Olímpicos los disputaron selecciones absolutas | De 1908 a 1928 los Juegos Olímpicos los disputaron selecciones absolutas | De 1908 a 1928 los Juegos Olímpicos los disputaron selecciones absolutas | De 1908 a 1928 los Juegos Olímpicos los disputaron selecciones absolutas | De 1908 a 1928 los Juegos Olímpicos los disputaron selecciones absolutas |
| Estocolmo 1912      | De 1908 a 1928 los Juegos Olímpicos los disputaron selecciones absolutas | De 1908 a 1928 los Juegos Olímpicos los disputaron selecciones absolutas | De 1908 a 1928 los Juegos Olímpicos los disputaron selecciones absolutas | De 1908 a 1928 los Juegos Olímpicos los disputaron selecciones absolutas | De 1908 a 1928 los Juegos Olímpicos los disputaron selecciones absolutas | De 1908 a 1928 los Juegos Olímpicos los disputaron selecciones absolutas | De 1908 a 1928 los Juegos Olímpicos los disputaron selecciones absolutas | De 1908 a 1928 los Juegos Olímpicos los disputaron selecciones absolutas | De 1908 a 1928 los Juegos Olímpicos los disputaron selecciones absolutas |
| Amberes 1920        | De 1908 a 1928 los Juegos Olímpicos los disputaron selecciones absolutas | De 1908 a 1928 los Juegos Olímpicos los disputaron selecciones absolutas | De 1908 a 1928 los Juegos Olímpicos los disputaron selecciones absolutas | De 1908 a 1928 los Juegos Olímpicos los disputaron selecciones absolutas | De 1908 a 1928 los Juegos Olímpicos los disputaron selecciones absolutas | De 1908 a 1928 los Juegos Olímpicos los disputaron selecciones absolutas | De 1908 a 1928 los Juegos Olímpicos los disputaron selecciones absolutas | De 1908 a 1928 los Juegos Olímpicos los disputaron selecciones absolutas | De 1908 a 1928 los Juegos Olímpicos los disputaron selecciones absolutas |
| París 1924          | De 1908 a 1928 los Juegos Olímpicos los disputaron selecciones absolutas | De 1908 a 1928 los Juegos Olímpicos los disputaron selecciones absolutas | De 1908 a 1928 los Juegos Olímpicos los disputaron selecciones absolutas | De 1908 a 1928 los Juegos Olímpicos los disputaron selecciones absolutas | De 1908 a 1928 los Juegos Olímpicos los disputaron selecciones absolutas | De 1908 a 1928 los Juegos Olímpicos los disputaron selecciones absolutas | De 1908 a 1928 los Juegos Olímpicos los disputaron selecciones absolutas | De 1908 a 1928 los Juegos Olímpicos los disputaron selecciones absolutas | De 1908 a 1928 los Juegos Olímpicos los disputaron selecciones absolutas |
| Ámsterdam 1928      | De 1908 a 1928 los Juegos Olímpicos los disputaron selecciones absolutas | De 1908 a 1928 los Juegos Olímpicos los disputaron selecciones absolutas | De 1908 a 1928 los Juegos Olímpicos los disputaron selecciones absolutas | De 1908 a 1928 los Juegos Olímpicos los disputaron selecciones absolutas | De 1908 a 1928 los Juegos Olímpicos los disputaron selecciones absolutas | De 1908 a 1928 los Juegos Olímpicos los disputaron selecciones absolutas | De 1908 a 1928 los Juegos Olímpicos los disputaron selecciones absolutas | De 1908 a 1928 los Juegos Olímpicos los disputaron selecciones absolutas | De 1908 a 1928 los Juegos Olímpicos los disputaron selecciones absolutas |
| Los Ángeles 1932    | No hubo competición de fútbol                                            | No hubo competición de fútbol                                            | No hubo competición de fútbol                                            | No hubo competición de fútbol                                            | No hubo competición de fútbol                                            | No hubo competición de fútbol                                            | No hubo competición de fútbol                                            | No hubo competición de fútbol                                            | No hubo competición de fútbol                                            |
| Berlín 1936         | En 1936 los Juegos Olímpicos los disputaron selecciones absolutas        | En 1936 los Juegos Olímpicos los disputaron selecciones absolutas        | En 1936 los Juegos Olímpicos los disputaron selecciones absolutas        | En 1936 los Juegos Olímpicos los disputaron selecciones absolutas        | En 1936 los Juegos Olímpicos los disputaron selecciones absolutas        | En 1936 los Juegos Olímpicos los disputaron selecciones absolutas        | En 1936 los Juegos Olímpicos los disputaron selecciones absolutas        | En 1936 los Juegos Olímpicos los disputaron selecciones absolutas        | En 1936 los Juegos Olímpicos los disputaron selecciones absolutas        |
| Londres 1948        | De 1948 a 1988 los Juegos Olímpicos los disputaron selecciones amateur   | De 1948 a 1988 los Juegos Olímpicos los disputaron selecciones amateur   | De 1948 a 1988 los Juegos Olímpicos los disputaron selecciones amateur   | De 1948 a 1988 los Juegos Olímpicos los disputaron selecciones amateur   | De 1948 a 1988 los Juegos Olímpicos los disputaron selecciones amateur   | De 1948 a 1988 los Juegos Olímpicos los disputaron selecciones amateur   | De 1948 a 1988 los Juegos Olímpicos los disputaron selecciones amateur   | De 1948 a 1988 los Juegos Olímpicos los disputaron selecciones amateur   | De 1948 a 1988 los Juegos Olímpicos los disputaron selecciones amateur   |
| Helsinki 1952       | De 1948 a 1988 los Juegos Olímpicos los disputaron selecciones amateur   | De 1948 a 1988 los Juegos Olímpicos los disputaron selecciones amateur   | De 1948 a 1988 los Juegos Olímpicos los disputaron selecciones amateur   | De 1948 a 1988 los Juegos Olímpicos los disputaron selecciones amateur   | De 1948 a 1988 los Juegos Olímpicos los disputaron selecciones amateur   | De 1948 a 1988 los Juegos Olímpicos los disputaron selecciones amateur   | De 1948 a 1988 los Juegos Olímpicos los disputaron selecciones amateur   | De 1948 a 1988 los Juegos Olímpicos los disputaron selecciones amateur   | De 1948 a 1988 los Juegos Olímpicos los disputaron selecciones amateur   |
| Melbourne 1956      | De 1948 a 1988 los Juegos Olímpicos los disputaron selecciones amateur   | De 1948 a 1988 los Juegos Olímpicos los disputaron selecciones amateur   | De 1948 a 1988 los Juegos Olímpicos los disputaron selecciones amateur   | De 1948 a 1988 los Juegos Olímpicos los disputaron selecciones amateur   | De 1948 a 1988 los Juegos Olímpicos los disputaron selecciones amateur   | De 1948 a 1988 los Juegos Olímpicos los disputaron selecciones amateur   | De 1948 a 1988 los Juegos Olímpicos los disputaron selecciones amateur   | De 1948 a 1988 los Juegos Olímpicos los disputaron selecciones amateur   | De 1948 a 1988 los Juegos Olímpicos los disputaron selecciones amateur   |
| Roma 1960           | De 1948 a 1988 los Juegos Olímpicos los disputaron selecciones amateur   | De 1948 a 1988 los Juegos Olímpicos los disputaron selecciones amateur   | De 1948 a 1988 los Juegos Olímpicos los disputaron selecciones amateur   | De 1948 a 1988 los Juegos Olímpicos los disputaron selecciones amateur   | De 1948 a 1988 los Juegos Olímpicos los disputaron selecciones amateur   | De 1948 a 1988 los Juegos Olímpicos los disputaron selecciones amateur   | De 1948 a 1988 los Juegos Olímpicos los disputaron selecciones amateur   | De 1948 a 1988 los Juegos Olímpicos los disputaron selecciones amateur   | De 1948 a 1988 los Juegos Olímpicos los disputaron selecciones amateur   |
| Tokio 1964          | De 1948 a 1988 los Juegos Olímpicos los disputaron selecciones amateur   | De 1948 a 1988 los Juegos Olímpicos los disputaron selecciones amateur   | De 1948 a 1988 los Juegos Olímpicos los disputaron selecciones amateur   | De 1948 a 1988 los Juegos Olímpicos los disputaron selecciones amateur   | De 1948 a 1988 los Juegos Olímpicos los disputaron selecciones amateur   | De 1948 a 1988 los Juegos Olímpicos los disputaron selecciones amateur   | De 1948 a 1988 los Juegos Olímpicos los disputaron selecciones amateur   | De 1948 a 1988 los Juegos Olímpicos los disputaron selecciones amateur   | De 1948 a 1988 los Juegos Olímpicos los disputaron selecciones amateur   |
| México 1968         | De 1948 a 1988 los Juegos Olímpicos los disputaron selecciones amateur   | De 1948 a 1988 los Juegos Olímpicos los disputaron selecciones amateur   | De 1948 a 1988 los Juegos Olímpicos los disputaron selecciones amateur   | De 1948 a 1988 los Juegos Olímpicos los disputaron selecciones amateur   | De 1948 a 1988 los Juegos Olímpicos los disputaron selecciones amateur   | De 1948 a 1988 los Juegos Olímpicos los disputaron selecciones amateur   | De 1948 a 1988 los Juegos Olímpicos los disputaron selecciones amateur   | De 1948 a 1988 los Juegos Olímpicos los disputaron selecciones amateur   | De 1948 a 1988 los Juegos Olímpicos los disputaron selecciones amateur   |
| Múnich 1972         | De 1948 a 1988 los Juegos Olímpicos los disputaron selecciones amateur   | De 1948 a 1988 los Juegos Olímpicos los disputaron selecciones amateur   | De 1948 a 1988 los Juegos Olímpicos los disputaron selecciones amateur   | De 1948 a 1988 los Juegos Olímpicos los disputaron selecciones amateur   | De 1948 a 1988 los Juegos Olímpicos los disputaron selecciones amateur   | De 1948 a 1988 los Juegos Olímpicos los disputaron selecciones amateur   | De 1948 a 1988 los Juegos Olímpicos los disputaron selecciones amateur   | De 1948 a 1988 los Juegos Olímpicos los disputaron selecciones amateur   | De 1948 a 1988 los Juegos Olímpicos los disputaron selecciones amateur   |
| Montreal 1976       | De 1948 a 1988 los Juegos Olímpicos los disputaron selecciones amateur   | De 1948 a 1988 los Juegos Olímpicos los disputaron selecciones amateur   | De 1948 a 1988 los Juegos Olímpicos los disputaron selecciones amateur   | De 1948 a 1988 los Juegos Olímpicos los disputaron selecciones amateur   | De 1948 a 1988 los Juegos Olímpicos los disputaron selecciones amateur   | De 1948 a 1988 los Juegos Olímpicos los disputaron selecciones amateur   | De 1948 a 1988 los Juegos Olímpicos los disputaron selecciones amateur   | De 1948 a 1988 los Juegos Olímpicos los disputaron selecciones amateur   | De 1948 a 1988 los Juegos Olímpicos los disputaron selecciones amateur   |
| Moscú 1980          | De 1948 a 1988 los Juegos Olímpicos los disputaron selecciones amateur   | De 1948 a 1988 los Juegos Olímpicos los disputaron selecciones amateur   | De 1948 a 1988 los Juegos Olímpicos los disputaron selecciones amateur   | De 1948 a 1988 los Juegos Olímpicos los disputaron selecciones amateur   | De 1948 a 1988 los Juegos Olímpicos los disputaron selecciones amateur   | De 1948 a 1988 los Juegos Olímpicos los disputaron selecciones amateur   | De 1948 a 1988 los Juegos Olímpicos los disputaron selecciones amateur   | De 1948 a 1988 los Juegos Olímpicos los disputaron selecciones amateur   | De 1948 a 1988 los Juegos Olímpicos los disputaron selecciones amateur   |
| Los Ángeles 1984    | De 1948 a 1988 los Juegos Olímpicos los disputaron selecciones amateur   | De 1948 a 1988 los Juegos Olímpicos los disputaron selecciones amateur   | De 1948 a 1988 los Juegos Olímpicos los disputaron selecciones amateur   | De 1948 a 1988 los Juegos Olímpicos los disputaron selecciones amateur   | De 1948 a 1988 los Juegos Olímpicos los disputaron selecciones amateur   | De 1948 a 1988 los Juegos Olímpicos los disputaron selecciones amateur   | De 1948 a 1988 los Juegos Olímpicos los disputaron selecciones amateur   | De 1948 a 1988 los Juegos Olímpicos los disputaron selecciones amateur   | De 1948 a 1988 los Juegos Olímpicos los disputaron selecciones amateur   |
| Seúl 1988           | De 1948 a 1988 los Juegos Olímpicos los disputaron selecciones amateur   | De 1948 a 1988 los Juegos Olímpicos los disputaron selecciones amateur   | De 1948 a 1988 los Juegos Olímpicos los disputaron selecciones amateur   | De 1948 a 1988 los Juegos Olímpicos los disputaron selecciones amateur   | De 1948 a 1988 los Juegos Olímpicos los disputaron selecciones amateur   | De 1948 a 1988 los Juegos Olímpicos los disputaron selecciones amateur   | De 1948 a 1988 los Juegos Olímpicos los disputaron selecciones amateur   | De 1948 a 1988 los Juegos Olímpicos los disputaron selecciones amateur   | De 1948 a 1988 los Juegos Olímpicos los disputaron selecciones amateur   |
| Barcelona 1992      | Medalla de oro                                                           | 1.º                                                                      | 6                                                                        | 6                                                                        | 0                                                                        | 0                                                                        | 14                                                                       | 2                                                                        |                                                                          |
| Atlanta 1996        | Cuartos de final                                                         | 7.º                                                                      | 4                                                                        | 2                                                                        | 1                                                                        | 1                                                                        | 5                                                                        | 7                                                                        |                                                                          |
| Sídney 2000         | Medalla de plata                                                         | 2.º                                                                      | 6                                                                        | 4                                                                        | 1                                                                        | 1                                                                        | 12                                                                       | 6                                                                        |                                                                          |
| Atenas 2004         | No se clasificó                                                          | No se clasificó                                                          | No se clasificó                                                          | No se clasificó                                                          | No se clasificó                                                          | No se clasificó                                                          | No se clasificó                                                          | No se clasificó                                                          |                                                                          |
| Pekín 2008          | No se clasificó                                                          | No se clasificó                                                          | No se clasificó                                                          | No se clasificó                                                          | No se clasificó                                                          | No se clasificó                                                          | No se clasificó                                                          | No se clasificó                                                          |                                                                          |
| Londres 2012        | Primera fase                                                             | 14.º                                                                     | 3                                                                        | 0                                                                        | 1                                                                        | 2                                                                        | 0                                                                        | 2                                                                        |                                                                          |
| Río de Janeiro 2016 | No se clasificó                                                          | No se clasificó                                                          | No se clasificó                                                          | No se clasificó                                                          | No se clasificó                                                          | No se clasificó                                                          | No se clasificó                                                          | No se clasificó                                                          |                                                                          |
| Tokio 2020          | Medalla de plata                                                         | 2.º                                                                      | 6                                                                        | 3                                                                        | 2                                                                        | 1                                                                        | 9                                                                        | 5                                                                        |                                                                          |
| París 2024          | Medalla de oro                                                           | 1.º                                                                      | 6                                                                        | 5                                                                        | 0                                                                        | 1                                                                        | 16                                                                       | 8                                                                        |                                                                          |
| Los Ángeles 2028    | Competición por disputar                                                 | Competición por disputar                                                 | Competición por disputar                                                 | Competición por disputar                                                 | Competición por disputar                                                 | Competición por disputar                                                 | Competición por disputar                                                 | Competición por disputar                                                 |                                                                          |
| Brisbane 2032       | Competición por disputar                                                 | Competición por disputar                                                 | Competición por disputar                                                 | Competición por disputar                                                 | Competición por disputar                                                 | Competición por disputar                                                 | Competición por disputar                                                 | Competición por disputar                                                 |                                                                          |
| Total               | 6/9                                                                      | -                                                                        | 31                                                                       | 20                                                                       | 5                                                                        | 6                                                                        | 56                                                                       | 30                                                                       |                                                                          |

Fuente: The Rec.Sport.Soccer Statistics Foundation Rsssf.com

## Jugadores

### Última convocatoria
Convocatoria para los Juegos Olímpicos de París 2024.
- Datos actualizados a lista definitiva del 9 de agosto de 2024.

| #  | Nombre                  | Posición       | Edad | PJ | Gol | Club                |  |
| -- | ----------------------- | -------------- | ---- | -- | --- | ------------------- |  |
| 1  | Arnau Tenas             | Portero        | 23   | 5  | 0   | Paris Saint-Germain |  |
| 2  | Marc Pubill             | Defensa        | 21   | 5  | 1   | Almería             |  |
| 3  | Juan Miranda            | Defensa        | 24   | 11 | 0   | Bologna             |  |
| 4  | Eric García             | Defensa        | 23   | 12 | 0   | Girona              |  |
| 5  | Pau Cubarsí             | Defensa        | 17   | 5  | 0   | Barcelona           |  |
| 6  | Pablo Barrios           | Centrocampista | 21   | 6  | 0   | Atlético de Madrid  |  |
| 7  | Diego López Noguerol    | Delantero      | 22   | 4  | 0   | Valencia            |  |
| 8  | Beñat Turrientes        | Centrocampista | 22   | 6  | 0   | Real Sociedad       |  |
| 9  | Abel Ruiz               | Delantero      | 24   | 5  | 1   | Girona              |  |
| 10 | Álex Baena              | Centrocampista | 23   | 5  | 2   | Villarreal          |  |
| 11 | Fermín López            | Centrocampista | 21   | 6  | 6   | Barcelona           |  |
| 12 | Jon Pacheco             | Defensa        | 23   | 4  | 0   | Real Sociedad       |  |
| 13 | Joan García             | Portero        | 23   | 0  | 0   | Espanyol            |  |
| 14 | Aimar Oroz              | Centrocampista | 22   | 6  | 0   | Osasuna             |  |
| 15 | Miguel Gutiérrez Ortega | Defensa        | 23   | 5  | 1   | Girona              |  |
| 16 | Adrián Bernabé          | Centrocampista | 23   | 6  | 0   | Parma               |  |
| 17 | Sergio Gómez Martín     | Delantero      | 23   | 6  | 1   | Manchester City     |  |
| 18 | Samuel Omorodion        | Delantero      | 20   | 4  | 1   | Alavés              |  |
| 19 | Cristhian Mosquera      | Defensa        | 20   | 1  | 0   | Valencia            |  |
| 20 | Juanlu Sánchez Velasco  | Defensa        | 20   | 4  | 1   | Sevilla             |  |
| 21 | Sergio Camello          | Delantero      | 23   | 2  | 2   | Rayo Vallecano      |  |
| 22 | Alejandro Iturbe        | Portero        | 20   | 1  | 0   | Atlético de Madrid  |  |
| DT | '                       | Entrenador     |      |    |     |                     |  |

## Partidos

### Últimos y próximos partidos
| Fecha      | Ciudad   | Competición           | Racha  | Local      |                       | Resultado |                                    | Visitante            |
| ---------- | -------- | --------------------- | ------ | ---------- | --------------------- | --------- | ---------------------------------- | -------------------- |
| 17/07/2021 | Kōbe     | Amistoso              | Empate | Japón      | Bandera de Japón      | 1 - 1     | Bandera de España                  | España               |
| 22/07/2021 | Sapporo  | Juegos Olímpicos 2020 | Empate | Egipto     | Bandera de Egipto     | 0 - 0     | Bandera de España                  | España               |
| 25/07/2021 | Sapporo  | Juegos Olímpicos 2020 | Sí     | Australia  | Bandera de Australia  | 0 - 1     | Bandera de España                  | España               |
| 28/07/2021 | Saitama  | Juegos Olímpicos 2020 | Empate | España     | Bandera de España     | 1 - 1     | Bandera de Argentina               | Argentina            |
| 31/07/2021 | Rifu     | Juegos Olímpicos 2020 | Sí     | España     | Bandera de España     | 5 - 2     | Bandera de Costa de Marfil         | Costa de Marfil      |
| 03/08/2021 | Saitama  | Juegos Olímpicos 2020 | Sí     | Japón      | Bandera de Japón      | 0 - 1     | Bandera de España                  | España               |
| 07/08/2021 | Yokohama | Juegos Olímpicos 2020 | No     | España     | Bandera de España     | 1 - 2     | Bandera de Brasil                  | Brasil               |
| 18/07/2024 | Burdeos  | Amistoso              | Empate | España     | Bandera de España     | 1 - 1     | Bandera de Estados Unidos          | Estados Unidos       |
| 24/07/2024 | París    | Juegos Olímpicos 2024 | Sí     | Uzbekistán | Bandera de Uzbekistán | 1 - 2     | Bandera de España                  | España               |
| 27/07/2024 | Burdeos  | Juegos Olímpicos 2024 | Sí     | España     | Bandera de España     | 3 - 1     | Bandera de la República Dominicana | República Dominicana |
| 30/07/2024 | Burdeos  | Juegos Olímpicos 2024 | No     | España     | Bandera de España     | 1 - 2     | Bandera de Egipto                  | Egipto               |
| 02/08/2024 | Lyon     | Juegos Olímpicos 2024 | Sí     | España     | Bandera de España     | 3 - 0     | Bandera de Japón                   | Japón                |
| 05/08/2024 | Marsella | Juegos Olímpicos 2024 | Sí     | España     | Bandera de España     | 2 - 1     | Bandera de Marruecos               | Marruecos            |
| 09/08/2024 | París    | Juegos Olímpicos 2024 | Sí     | Francia    | Bandera de Francia    | 3 - 5     | Bandera de España                  | España               |

## Uniforme
A diferencia de otras competiciones, la selección no compite bajo el auspicio de la Real Federación Española de Fútbol (RFEF) sino del Comité Olímpico Español (COE). De esta forma, desde 1992 a 2000 era el COE el que escogía una marca de ropa para vestir a la delegación española en todos los deportes (incluyendo el fútbol) y era su escudo el que aparecía en las camisetas. El 24 de julio de 1992 las camisetas de la selección española mostraron los nombres de los jugadores por primera vez en el primer partido de la fase de grupos de los Juegos Olímpicos de Barcelona contra Colombia. El partido se disputó en el Estadio Luis Casanova de Valencia y acabó con victoria española por 4-0.
En los Juegos Mediterráneos de 2005 celebrados en Almería, la selección sub-23 lució por primera vez la camiseta de Adidas.
Desde los Juegos Olímpicos de Pekín 2008, el Comité Olímpico Internacional (COI) siguió permitiendo que el logo de la marca asociada a la federación apareciera en el uniforme de la selección nacional que lo escogiera así, pero no dejó que se incluyeran los elementos corporativos del proveedor. Es decir, que en el caso del uniforme de Adidas no se podían mostrar las tres líneas que la identifican. Asimismo, tras el primer encuentro que disputó la selección Argentina en dichos juegos, el COI también decidió que a partir de entonces las equipaciones ya no podía mostrar los escudos de las federaciones de fútbol del país. Por esta razón, los equipos tenían que lucir en el pecho el escudo del respectivo Comité Olímpico del país o, en su defecto, la bandera nacional.
Por esta razón, en los Juegos Olímpicos de Londres 2012 la selección lució por primera vez una camiseta de Adidas con el logo situado a la derecha del pecho de la camiseta y en la pernera derecha del pantalón, y la bandera de España en la parte izquierda del pecho de la camiseta y en la pernera izquierda del pantalón. Para los Juegos Olímpicos de Tokio 2020, la selección exhibió el escudo del Comité Olímpico Español en la parte izquierda del pecho de la camiseta de juego y también en la pernera derecha del pantalón. En los Juegos Olímpicos de París 2024 siguió el mismo patrón que en Tokio.
| Periodo de temporadas del acuerdo | Proveedor deportivo oficial |
| --------------------------------- | --------------------------- |
| 1992                              | Bandera de España           |
| 1996                              | Bandera de España           |
| 1997                              | Bandera de España           |
| 2000                              | Bandera de España           |
| 2005-2021                         | Bandera de Alemania         |
| 2024-presente                     | Bandera de Alemania         |